# Felix Klaus
Felix Klaus (ur. 13 września 1992 w Osnabrücku) – niemiecki piłkarz występujący na pozycji pomocnika w niemieckim klubie VfL Wolfsburg. Syn byłego niemieckiego piłkarza Freda Klausa.

## Kariera klubowa
Klaus jako junior grał w zespołach SV Bösensell, SC Weismain, SCW Obermain, 1. FC Lichtenfels oraz SpVgg Greuther Fürth, do którego trafił w 2006 roku. W 2009 roku został włączony do jego rezerw, występujących w Regionallidze Süd. W 2010 roku dołączył zaś do pierwszej drużyny Greuther Fürth, grającej w 2. Bundeslidze. Zadebiutował w niej 6 listopada 2010 roku w przegranym 0:2 pojedynku z MSV Duisburg. 23 stycznia 2011 roku w wygranym 1:0 spotkaniu z 1. FC Union Berlin strzelił pierwszego gola w 2. Bundeslidze. W 2012 roku wywalczył z klubem awans do Bundesligi. W 2015 przeszedł do Hannoveru. W 2018 roku został zawodnikiem VfL Wolfsburg.

## Kariera reprezentacyjna
Klaus swojej karierze zdołał zadebiutować w reprezentacji Niemiec do lat 17, do lat 18 oraz do lat 19.